# Vincent Angban
Vincent Angban (* 2. Februar 1985 in Yamoussoukro) ist ein ivorischer ehemaliger Fußballtorhüter.

## Karriere

### Verein
Aus der U-19 von Rio Sport d'Ányama kommend wechselte er zu Jahresbeginn 2005 in die erste Mannschaft. Ab 2007 schloss er sich dann ASEC Mimosas an. Mit diesen war er während seiner Zeit dort stets in der CAF Champions League vertreten. Sein erstes Spiel war dabei in der Saison 2007 am 8. April, wo er bei einem 2:0-Sieg gegen Wydad Casablanca von Beginn an auf dem Platz stand.
Dort blieb er bis Ende 2010 und ging danach weiter zum Jeunesse Club d’Abidjan. Nach der Saison 2012/13 folgte dann Académie de Football Amadou Diallo-Djékanou als nächste Station für ihn. Die Saison 2014/15 verbrachte er dann nochmal bei Africa Sports. Danach wechselte er erstmals ins Ausland nach Tansania. Dort schloss er sich dann bis zum Ende der Saison 2016/17 dem Simba SC an. Seit dem Ende dieser Saison ist er ohne Verein.

### Nationalmannschaft
In Spielen der Nationalmannschaft kam er nur ein einziges Mal zum Einsatz. Bei einem Freundschaftsspiel gegen die Mannschaft von Tansania wurde er dabei beim Stand von 0:1 in der 77. Minute für Boubacar Barry eingewechselt.